# Valhalla (Krater)

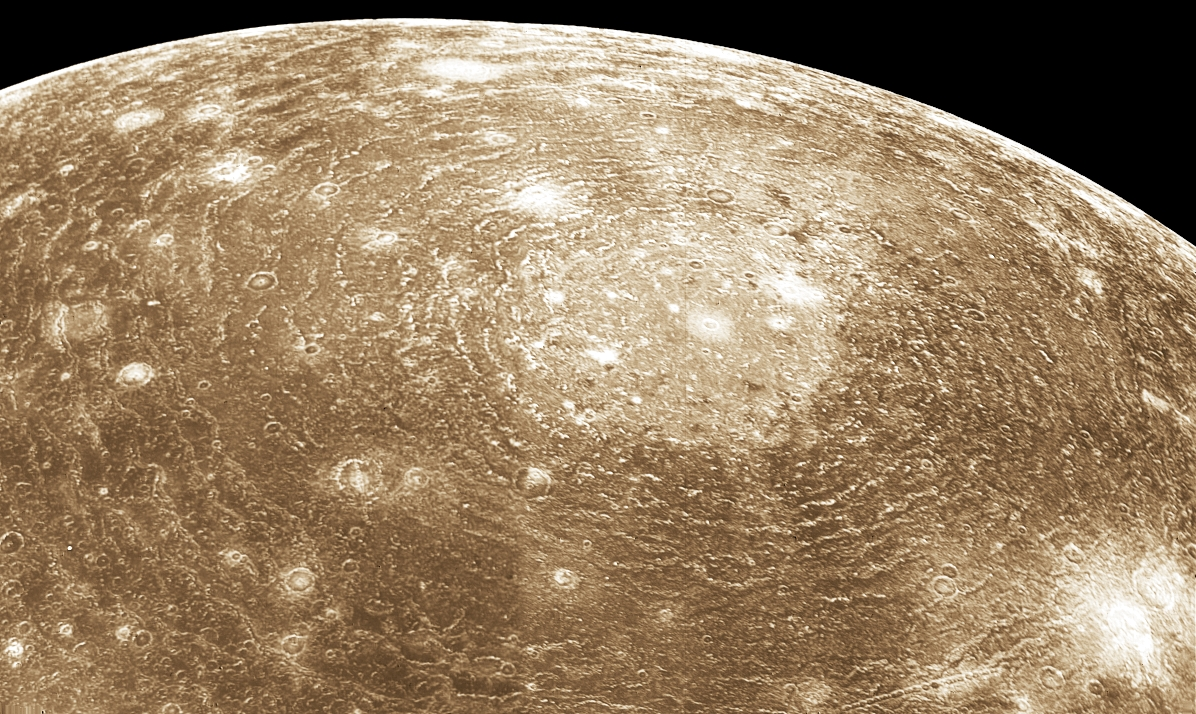
Der Krater Valhalla auf Kallisto

Valhalla ist der größte Einschlagkrater auf Jupiters Mond Kallisto. Er besitzt eine helle Zentralregion von 600 km Durchmesser, und konzentrisch um dieses Zentralgebiet verlaufen Ringe bis in eine Entfernung von fast 3000 km vom Zentrum.
Das Ringsystem wurde wahrscheinlich gebildet, als halbflüssiges Material zum Zentrum des Einschlagkraters stürzte und dabei erkaltete. Der Krater ist nach Odins Halle Valhalla in der nordischen Mythologie benannt.